# Kateřina Havlíčková
Kateřina Havlíčková (nom de jeune fille : Kateřina Hošková) est une céiste tchèque née le 5 janvier 1985 à Brno.

## Palmarès

### Championnats du monde
- 2011 à Bratislava,  Slovaquie
  -  Médaille d'or en C1
- 2013 à Prague,  Tchéquie
  -  Médaille d'or en C1 par équipe
- 2014 à Deep Creek Lake,  États-Unis
  - Première en C1 par équipe[1]
- 2015 à Londres,  Royaume-Uni
  -  Médaille d'argent en C1
  -  Médaille d'argent en C1 par équipe
- 2018 à Rio de Janeiro,  Brésil
  -  Médaille d'argent en C1 par équipe
- 2019 à La Seu d'Urgell,  Espagne
  -  Médaille de bronze en C1 par équipe

### Coupe du monde
- 2012
  -  Médaille d'argent en C1

### Championnats d'Europe
- 2014 à Vienne,  Autriche
  -  Médaille de bronze en C1
  -  Médaille de bronze en C1 par équipe
- 2015 à Markkleeberg,  Allemagne
  -  Médaille d'argent en C1 par équipe
- 2016 à Liptovský Mikuláš,  Slovaquie
  -  Médaille d'argent en C1
  -  Médaille d'argent en C1 par équipe
- 2019 à Pau,  France
  -  Médaille de bronze en C1 par équipe